# Santa María de Ipire (municipalité)
Pour les articles homonymes, voir Santa Maria.
Santa María de Ipire est l'une des quinze municipalités de l'État de Guárico au Venezuela. Son chef-lieu est Santa María de Ipire. En 2011, la population s'élève à 13 161 habitants.

## Géographie
La municipalité est divisées en deux paroisses civiles avec, chacune à sa tête, une capitale (entre parenthèses) :
- Altamira (Altamira) ;
- Santa María de Ipire (Santa María de Ipire).